# 波兰社会党—左翼

波兰社会党—左翼标志

波兰社会党—左翼（波蘭語：Polska Partia Socjalistyczna – Lewica，缩写为PPS–L），又称青年派（Młodzi），是波兰社会党在1906年第九次代表大会上分裂后出现的两个独立政党之一。其主要目标是通过无产阶级革命将波兰转变为一个社会主义国家，并可能加入某个共产主义国家联盟。
该党的对立派是波兰社会党—革命派（也被称为“老派”）。波兰社会党—革命派的目标是恢复波兰的独立，构想中的波兰是一个代议制民主国家。
一段时间内，该党吸引了大多数原波兰社会党成员，但随着1905年俄国革命及其在波兰会议王国的对应革命（1905年—1907年）的失败，它逐渐失去人气。1909年，该党重新命名为“波兰社会党”。随着时间的推移，该党变得更具马克思主义色彩。日益边缘化的波兰社会党－左翼反对第一次世界大战并支持1917年俄国革命，最终在1918年12月16日与波兰王国和立陶宛社会民主党合并为波兰共产党。
1918年3月19日，在叶卡捷琳诺斯拉夫（今第聂伯罗）举行的第二次全乌克兰苏维埃代表大会上，该党的一名成员被选为乌克兰中央执行委员会成员。
该党的著名活动家包括：玛丽亚·科舒茨卡、费利克斯·孔、斯特凡·克罗利科夫斯基、帕维尔·莱文森、亨里克·瓦列茨基和塔德乌什·雷赫涅夫斯基。
1926年，反对约瑟夫·毕苏斯基（尤其是在其发动五月政变后）的波兰社会党活动家建立新的波兰社会党—左翼，后于1931年被波兰第二共和国当局取缔。